# Titus Vinius
Titus Vinius (12 - 69), général romain, fut un des hommes les plus puissants à Rome pendant le règne de l'empereur Galba. Après sa mort lors de l'année des quatre empereurs, sa fille Crispina se chargera de ses funérailles.

## Famille
Selon Tacite, son père a été préteur et son grand-père maternel a été proscrit par les triumvirs en -43.

## Biographie
Plutarque raconte un certain nombre d'histoires sur les jeunes années de Vinius, toutes en sa défaveur. Il dit qu'une nuit, au cours de sa première campagne, il introduisit dans le camp la femme de son commandant déguisée en soldat, et eut commerce avec elle dans la tente du général, ce qui lui valut d'être emprisonné par Caligula mais, à la mort de cet empereur, il fut libéré.
Plus tard, selon Plutarque et Tacite, alors qu'il était invité à dîner par l'empereur Claude il vola une tasse en or. Claude en fut informé, et l'invita une nouvelle fois à dîner le soir suivant. Quand Vinius arriva, l'empereur lui fit remarquer qu'il avait demandé à ses domestiques de mettre pour lui un couvert en terre et non en argent. Néanmoins Tacite, qui le décrit ailleurs comme « ce qu'il y avait de plus méprisable dans l'humanité », assure que comme préfet de la Gaule narbonnaise il administra la province avec une parfaite intégrité.
Vinius était commandant d'une des légions en Espagne à l'époque où Galba y était gouverneur. Quand ce dernier fut proclamé empereur, en 68, Vinius l'accompagna à Rome, où Galba le choisit pour être son collègue en tant que consul. Vinius en arriva bientôt à avoir une grande influence, et on a dit en effet que lui et deux autres, Cornelius Lacon, commandant de la garde prétorienne, et l'affranchi de Galba, Icellus, dominaient pratiquement l'empereur. On les appelait « les trois pédagogues » en raison de cette influence sur lui. Selon Suétone et Plutarque, Vinius était particulièrement avide d'argent et prêt à faire n'importe quoi en échange d'un pot-de-vin. En particulier, contre des dessous de table, il protégeait Tigellin à qui on reprochait d'avoir corrompu Néron.
Au début de 69, Galba se vit confronté à la nécessité de choisir un héritier. Titus Vinius appuyait Othon, ayant déjà convenu secrètement avec lui qu'il épouserait sa fille. Cependant, pour une fois, Galba se refusa à suivre ce conseil de Vinius et choisit à la place Licinianus Pison comme fils adoptif et héritier désigné. Othon répondit en persuadant la garde prétorienne de le proclamer empereur à la place de Galba. Devant l'agitation des rues, Titus Vinius conseilla à Galba de rester dans le palais et d'armer les esclaves pour défendre les lieux. Laco et Icelus, cependant, conseillèrent à Galba de sortir et de se montrer. Galba suivit leur conseil et fut tué par les prétoriens. Vinius tenta de s'enfuir, criant qu'Othon n'avait pas ordonné qu'on le tuât, mais fut transpercé par une lance.

## Sources
- (en) Cet article est partiellement ou en totalité issu de l’article de Wikipédia en anglais intitulé « Titus Vinius » (voir la liste des auteurs).